# 李崇洸
李崇洸（?—?），字峻臣，出生于清咸丰年间。李应畴之子，李宗沆之孙。清朝政治人物、同進士出身。
幼年丧父，其叔李应莘怜嫂孀侄孤，殚力教养。同治之乱时逃难在省城，遂入陝西省西安府長安縣籍。
光绪二年（1866年）科举人，光緒三年（1877年）参加丁丑科殿試，登進士三甲第26名。同年五月，授內閣中書。历任山西忻州、霍州、蒲州知州，广东廉州、潮州等府知府，晚年寓居于山东省济南市，民国初年病逝。曾编辑《吴可读文集》。